# Danmarks filmhistorie
Skabelon:Danske film liste
Danmarks filmhistorie begynder med stumfilm fra 1897 og især i årene 1910-1920, som var storhedstiden for Dansk filmproduktion. Kendt er også Dogme-perioden fra 1995.

## Stumfilmsperioden
Dansk film tager sin spæde begyndelse i 1890'erne. Først med en filmfremvisning i en træpavillion på Rådhuspladsen i København den 7. juni 1896 af nogle småfilm. Det var kun et halvt år efter brødrene Lumières første offentlige filmfremvisning i Paris.
Peter Elfelts stumfilm, Kørsel med grønlandske Hunde (1897) anses som den første danske film sammen med Brandvæsenet rykker ud (1897). Elfelts mange film var reportagefilm, hvor han optog forskellige begivenheder. Han instruerede imidlertid i 1903 en film med fiktiv handling - en spillefilm - Henrettelsen, der anses som den første danske spillefilm.
I 1906 begyndte Ole Olsen at producere film under navnet Ole Olsens Filmindustri eller Ole Olsens Filmfabrik, det senere Nordisk Film. Selskabet er verdens ældste eksisterende filmselskab. Året før havde Olsen åbnet en af de første permanente biografer i Danmark, Biograf-Theatret, på Vimmelskaftet i København. I begyndelse af 1906 blev Nordisk Films' første film Duer og Maager produceret. Nordisk Film var i tiden til første verdenskrig blandt de førende selskaber i verden og producerede i 1908 mere end 100 film årligt. Deriblandt klassikeren Løvejagten. Den var den første danske handlingsfilm og Nordisk Films første store succes. Filmen var frem til 1911 forbudt i Danmark, fordi en løve blev skudt under optagelserne. Nordisk Film har siden beholdt en central placering i den danske filmbranche.
I de næste år høstede instruktøren Carl Th. Dreyer, komikerne Fy og Bi samt skuespillerene Valdemar Psilander og især Asta Nielsen stor international anerkendelse. Dreyers første film var Præsidenten fra 1919. Året efter indspillede han Blade af satans bog der i 1921 fik dansk premiere.
Fy og Bi blev skabt af instruktøren Lau Lauritzen Sr., der havde gået fra Nordisk Film til selskabet Palladium.
Asta Nielsen debuterede i Urban Gads erotiske melodrama Afgrunden (1910), som blev et europæisk gennembrud for både Asta Nielsen og dansk stumfilm.
Carl Theodor Dreyer blev kendt som Danmarks første store instruktør. Især hans mest anerkendte værk Jeanne D'arcs Lidelse og Død er ikke kun dansk filmhistorie, men er blevet en ægte klassiker, som kaldes det sidste stumfilmsmesterværk.

## Tidlig dansk filmhistorie
Dansk filmproduktion var med fra begyndelsen, og i stumfilmstiden omkring 1910-1920 var Danmark en af de store filmindustrier i verden. De danske skuespillere Asta Nielsen og Valdemar Psilander var store stjerner i hele verden. I 1906 stiftede Ole Olsen Nordisk Film Kompagni (senere Nordisk Film), som i 1910 var det næststørste produktionsselskab i verden. De første biografer åbnede i København i 1904, og der blev hurtigt etableret biografer over hele landet. Da 1. verdenskrig brød ud i 1914, blev det vanskeligt at distribuere filmene fra Danmark, og i 1920'erne blev det amerikanske film, der dominerede verdens filmmarked. Nordisk Film Kompagni gik i betalingsstandsning i 1928. Dansk filmproduktion genopstod dog i 1930’erne, men nu primært kun til det danske marked.

## Tonefilmens første årtier
De danske ingeniører  Axel Petersen og Arnold Poulsen demonstrerede  allerede i 1923 et filmlydsystem med demo-filmen Den talende Film og der blev i perioden herefter produceret flere korte talefilm i Danmark. I 1930 blev den norske spillefilm Eskimo indspillet i Danmark som en norsk-dansk co-produktion med dansk tone-teknik, og i 1931 blev indspillet den første danske tonefilm Præsten i Vejlby. 
Tiden var præget af en meget munter stemning. Blandt de flittigst benyttede skuespillere var den folkekære Ib Schønberg. Med sin muntre sang var Marguerite Viby en anden repræsentant for tidens stemning.
I 1940'erne skifter stemningen brat. Alvorlige toner ruller ind over landet påvirket af den spændte verdenssituation. Blandt tidens hovedværker er Carl Th. Dreyers Vredens Dag (1943) og Bjarne Henning-Jensens Ditte Menneskebarn (1946) efter Martin Andersen Nexøs roman.

## Efter 2. verdenskrig
Efterkrigstiden gav en renæssance til de "familie-hyggelige" film. En af de mest læste forfattere, Morten Korch, lod efter 15 års forhandlinger med forskellige filmselskaber endelig i 1950 ASA filmatisere romanen De røde heste. Producenten Henning Karmark købte filmatiseringsrettighederne til alle Morten Korchs bøger. Det blev den største biografsucces i dansk historie: over 2,3 millioner biografgængere lod sig lokke.
Desuden indtog Far til Fire scenen med en lang serie af populære film.
Erik Ballings film Kispus med Helle Virkner og Henning Moritzen var den første danske spillefilm i farver.
1970'erne påvirkes af pornocensurens ophør. Sengekantsfilmene og Stjernetegnsfilmene opnåede stor popularitet ved at kombinere porno og folkekomedie. Derudover slog Egon Olsen og hans bande igennem i Olsen Banden-filmene, skabt af Erik Balling og Henning Bahs som en blanding af traditionel folkekomedie og socialrealisme.
I 1972 oprettedes Det Danske Filminstitut, der støtter filmproduktionen med et blik på både kunstnerisk potentiale og kommercielle muligheder. Fra 1980'erne er næsten alle danske film produceret med støtte fra DFI.

## Prisfesten
I slutningen af 1980'erne begyndte en række danske film at vinde betydningsfulde priser. Det var i 80'erne, at det danske instruktørikon, Lars von Trier, debuterede med "The Element of Crime", som vandt Den Store Tekniske Pris få filmfestivalen i Cannes. Lidt efter kom "Epidemic", som Trier og hans medmanuskriptforfatter, Niels Vørsel, spillede hovedrollerne i. Den var ikke en kommerciel succes; den solgte 107 biografbilletter, men blev vist på Cannes Filmfestival.
Gabriel Axels Babettes gæstebud vandt en Oscar for bedste udenlandske film i 1988, og året efter gik prisen til Bille Augusts Pelle Erobreren, som også modtog Den Gyldne Palme. August kronede sin indsats med yderligere at vinde Den Gyldne Palme med Den Gode Vilje i 1991. Dermed blev August den tredje instruktør til at vinde Guldpalmen to gange. Året før vandt Lars von Triers tredje film, "Europa" eller "Zentropa", som var navnet, den blev markedsført under i USA, tredjepladsen på Cannes Filmfestival.
I 1994 kommer Ole Bornedals Nattevagten der vinder flere internationale priser og som en af de få danske film bliver genindspillet i Hollywood.
Især 1996 huskes som et godt dansk film-år. Nicolas Winding Refn, søn af den anerkendte klipper Anders Refn instruerede sin første film, "Pusher". Den blev vist på filmfestivalen i Berlin, og Refn blev et navn i udlandet. Men især Lars von Triers "Breaking the Waves" huskes stadig og er blevet lidt af en moderne klassiker. Den vandt en European Film Award for bedste europæiske film, Grand Prix (den uofficielle 2.plads på Cannes Filmfestival) på filmfestivalen i Cannes, og Emily Watson blev nomineret til en Oscar for sin præstation som den religiøse Bess.
Danmark markerede sig desuden stærkt på Oscar-scenen med diverse kortfilm, der høstede nomineringer i 1997, 1998 samt sejre i 1999 og 2002. Desuden blev Lars von Triers Dancer in the Dark (2000) Oscar-nomineret for bedste sang.

## Dogmebølgen
I 1995 introducerede Lars von Trier, Søren Kragh-Jacobsen, Kristian Levring og Thomas Vinterberg manifestet Dogme95, der fik international opmærksomhed. De tre første dogmefilm – Idioterne (1998) af Lars von Trier, Festen (1998) af Thomas Vinterberg og Mifunes sidste sang (1999) af Søren Kragh-Jacobsen – vandt flere internationale priser på de vigtigste festivaler i Cannes, Berlin og Venedig, og banede vej for instruktører som Susanne Bier med Den eneste ene (1999) og Lone Scherfig med Italiensk for begyndere (2000). Desuden blev "Festen" nomineret til en Golden Globe for bedste udenlandske film.

## Filmkrise
Succesbølgen for dansk film varede en årrække, men uden den store fornyelse, og den 19. september 2007 konstaterede Børsen endegyldigt, at "1990'ernes filmfest er forbi". Men det skulle blive endnu værre. Krisen kulminerede i 2009-2010 og ramte bl.a. billetsalget. Zentropa-chefen Peter Aalbæk Jensen måtte i 2009 fyre en lang række medarbejdere og udtalte: "Dansk film er rig på talent, men selvfedme, dårlig ledelse og urimelige lønkrav har kastet filmproducenter ud i en alvorlig økonomisk krise" .
| Citat                | 2009 var et meget svært år for dansk film. For første gang i mange år faldt antallet af solgte billetter til et niveau, der lå 10 år tilbage: På trods af, at antallet af solgte biografbilletter steg til nye højder, faldt salget af billetter til danske film. En markedsandel på kun 17% mod 33% året før, og kun 3 danske film var blandt top 20 biograffilmene i 2009 – mod 6-8 film årene før. Et meget skuffende år! | Citat |
| Zeitgeist Whitepaper | |       |

I november 2010 kom der et nyt filmforlig, som mange håber, vil kunne hjælpe med at løse krisen i dansk film.
Yderligere bød slutningen af 2010 og begyndelsen af 2011 på to positive nyheder:
Susanne Biers film Hævnen vandt en Oscar og en Golden Globe,
og Klovn - The Movie solgte over 753.000 billetter på lidt over måned og blev dermed den hurtigst sælgende danske biograffilm nogensinde.

## Fodnoter
1. ↑  Det Danske Filminstitut: "Dansk Filmhistorie: 1896-1910"
2. ↑  Det Danske Filminstitut: "Kørsel med Grønlandske slædehunde"
3. ↑  Det Danske Filminstitut: "Brandvæsenet rykker ud"
4. ↑  Lars Peter Elfelt, Kosmorama, nr. 66, 1964, p. 156ff
5. 1 2 3  "NordiskFilm.dk / Om Nordisk Film / Historie". Nordisk Film. Arkiveret fra originalen 5. juli 2011. Hentet 22. januar 2011.
6. ↑  Dansk filmhistorie 1930-1939, dfi.dk
7. ↑  De røde heste på Filmdatabasen
8. ↑  Kispus - se eller gense den første danske farvefilm | Presse | DR hentet 31. 2020
9. ↑  Berlingske Tidende, 6. februar 2010: Så du danske film i biografen sidste år?
10. ↑  "Knp.dk, 1.12.2009: Zentropa og dansk film i knæ". Arkiveret fra originalen 4. december 2009. Hentet 5. maj 2010.
11. ↑  Zeitgeist Whitepaper Arkiveret 8. december 2010 hos  Wayback Machine/
12. ↑  Mikkel Selin (17. januar 2011). "Susanne Bier vinder Golden Globe".
13. ↑  EBBE JUNG JOSEFSSON (20. januar 2011). "'Klovn' sætter rekord på rekord". B.T.